# Ectinus aterrimus
Ectinus aterrimus är en skalbaggsart som först beskrevs av Carl von Linné 1761.  Ectinus aterrimus ingår i släktet Ectinus, och familjen knäppare. Arten är reproducerande i Sverige.

## Bildgalleri

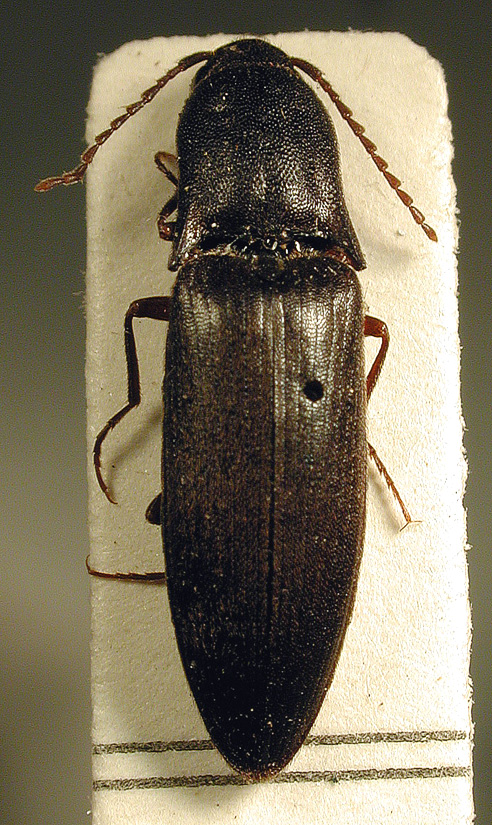
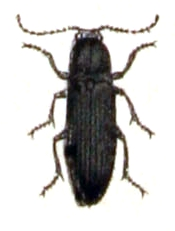